# Robert Charles Morlino

Bischofswappen von Robert Charles Morlino

Robert Charles Morlino (* 31. Dezember 1946 in Scranton, Pennsylvania; † 24. November 2018 in Madison, Wisconsin) war ein US-amerikanischer Geistlicher und römisch-katholischer Bischof von Madison.

## Leben
Robert Charles Morlino trat der Ordensgemeinschaft der Jesuiten bei und empfing am 1. Juni 1974 die Priesterweihe. Er verließ den Orden und wurde am 26. Oktober 1983 in den Klerus des Bistums Kalamazoo inkardiniert.
Papst Johannes Paul II. ernannte ihn am 6. Juli 1999 zum Bischof von Helena. Die Bischofsweihe spendete ihm der Apostolische Nuntius in den Vereinigten Staaten von Amerika, Gabriel Montalvo Higuera, am 21. September desselben Jahres; Mitkonsekratoren waren Paul Vincent Donovan, Altbischof von Kalamazoo, und John George Vlazny, Erzbischof von Portland in Oregon.
Am 23. Mai 2003 wurde er durch Johannes Paul II. zum Bischof von Madison ernannt und am 1. August desselben Jahres in das Amt eingeführt.
Eine große Herausforderung für Morlino und seine Diözese war der Verlust der 150 Jahre alten Bischofskirche St. Raphael’s Cathedral, zugleich Pfarrkirche der gleichnamigen Domgemeinde, die am 14. März 2005 durch ein Feuer, das ein offenbar psychisch labiler Brandstifter gelegt hatte, bis auf die Grundmauern zerstört wurde. Morlino stand vor der Entscheidung, ob die Kathedrale am bisherigen Standort wieder aufgebaut oder eine neue Bischofskirche an einem alternativen Standort in Madison gebaut werden sollte. Im Juni 2007 kündigte Morlino an, die Kathedrale St. Raphael werde an ihrem alten Platz neu errichtet, wobei der stehen gebliebene Turm und andere Überreste des alten Kirchenbaus wiederverwendet werden sollten. 2008 wurde die Domgemeinde nach dem Verlust ihres Gotteshauses mit zwei Nachbargemeinden zur neuen Domgemeinde St. Raphael zusammengelegt. Im gleichen Jahr wurde mit dem Abriss der Ruine begonnen; auch der Turm wurde abgetragen. Die Pläne für einen Neubau, der nach anfänglichen Planungen etwa 1000 Gläubigen Platz bieten sollte, konkretisierten sich letztlich nicht. Auf dem Grundstück befindet sich seit 2013 ein öffentlich zugänglicher Kreuzweg.
Nachdem er am Vortag wegen Herzproblemen in das Krankenhaus St. Mary in Madison eingeliefert worden war, verstarb Morlino am 24. November 2018.